# Romny
Romny (en ukrainien : Ромни ; en russe : Ро́мны) est une ville de l'oblast de Soumy, en Ukraine, et le centre administratif du raïon de Romny. Sa population s'élevait à 37 765 habitants en 2022.

## Géographie
Romny est arrosée par la rivière Romen. Elle se trouve à 93 km — 110 km par la route — à l'ouest de Rivne. Elle est desservie par les routes H07, T1913 et P60 et possède sa gare.

## Histoire
Romny est mentionné la première fois en 1096. La localité comptait 6 000 habitants en 1638, ce qui en fait la plus importante agglomération de la région. En 1781, l'impératrice russe Catherine II lui accorde le statut de ville. Au milieu du XIXe siècle une importante foire a lieu dans la ville : 120 000 personnes y viennent et le chiffre d'affaires atteint 10 millions de roubles. Dans l'Empire russe, cette foire n'est dépassée que par celle de Nijni Novgorod. En 1874, Romny est relié au réseau ferroviaire, ce qui accélère son développement économique. Au XXe siècle, la ville subit les deux guerres mondiales et les bouleversements révolutionnaires. Elle subit deux années d'occupation nazie avant d'être libérée le 16 septembre 1943. Seize citoyens de la ville devinrent des héros de l'Union soviétique, dont le fameux Kouzma Hnydach, commandant du régiment Lenov.
La ville est temporairement occupée par les forces russes lors de Invasion de l'Ukraine par la Russie en 2022.[réf. nécessaire]

## Population
La population de la ville augmente jusqu'à la dislocation de l'Union soviétique. En raison des difficultés économiques et sociales, elle chute ensuite fortement.
Recensements (*) ou estimations de la population :
| 1897*  | 1923*  | 1926*  | 1939*  | 1959*  | 1970*  |
| ------ | ------ | ------ | ------ | ------ | ------ |
| 22 510 | 24 205 | 25 174 | 25 962 | 40 027 | 48 040 |

| 1979*  | 1989*  | 2001*  | 2009   | 2010   | 2011   |
| ------ | ------ | ------ | ------ | ------ | ------ |
| 52 529 | 57 051 | 50 448 | 45 177 | 44 429 | 43 940 |

| 2012   | 2013   | 2014   | 2015   | 2016   | 2017   |
| ------ | ------ | ------ | ------ | ------ | ------ |
| 43 378 | 42 616 | 41 951 | 41 364 | 40 681 | 40 497 |

| 2018   | 2019   | 2020   | 2021   | 2022   | - |
| ------ | ------ | ------ | ------ | ------ | - |
| 40 088 | 39 532 | 38 947 | 38 305 | 37 765 | - |

## Personnalités
Sont nés à Romny :
- Alexander Carr (1878-1946), acteur américain
- Haïm Arlozoroff (1899-1933), militant sioniste
- Abram Ioffé (1880-1960), physicien soviétique
- Tatiana Markus (1921-1943), résistante ukrainienne
- Isaak Schwarz (1923-2009), compositeur russe
- Natalia Sedova (1882-1962), militante révolutionnaire et seconde épouse de Léon Trotsky
- Joachim Stoutchevski (1891-1982), violoncelliste et compositeur